# Kasper Bjerregaard
Kasper Juncher Bjerregaard (født 3. marts 1974 i Kolind) er en dansk politolog og politiker, der siden 2022 har været borgmester i Norddjurs Kommune valgt for Venstre.
Han er uddannet cand.scient.pol. fra Aarhus Universitet og har blandt andet arbejdet som selvstændig konsulent. Indtil han blev borgmester var han chefkonsulent i Region Midtjylland.